# Датская Эстляндия
Эстонское герцогство (дат. Hertugdømmet Estland, лат. Ducatus Estoniae), также известное как Датская Эстляндия — владение Дании, существовавшее 127 лет с 1219 по 1346 год со столицей в Ревеле (ныне — Таллине), получившим своё название именно в этот период.
В 1346 году датские территории в Эстляндии были проданы усилившемуся к тому времени Ливонскому Ордену.
Второе датское нашествие в Балтию состоялось спустя два столетия, начавшись в конце XVI века. Однако это господство длилось уже менее столетия — к 1645 году шведы получили права на все владения датчан в Балтии.
Шведское владычество здесь не продержалось дольше. В ходе Северной войны 1700—1721 годов Россия овладела всеми доминионами Швеции в Балтии (Эстляндией — в 1713 году), что и было зафиксировано Ништадтским мирным договором 1721 года.

## Предпосылки
В XII—XIII веках датская монархия достигла своего наивысшего могущества. Датский флот доминировал на Балтийском море, однако на востоке Балтики ему приходилось сталкиваться с куршскими, ливскими и эстскими пиратами. Кроме того, до середины XII века морское господство датчан на Балтике не опиралось на существенные сухопутные владения, которыми могли стать эстонские земли.

## Аннексия
В XII—XIII веках король Вальдемар I Великий и его сыновья Кнуд VI и Вальдемар II создали обширный круг владений, в который вошли Норвегия, южная Швеция, северная Эстляндия и лежащие от неё к западу острова и земли поморских славян вдоль южного побережья Балтийского моря. После похищения Вальдемара его вассалом Генрихом Шверинским в 1223 году Дания лишилась некоторых южных завоеваний, но сохранила свои владения в Восточной Балтии. Стремясь превратить Балтийское море во внутреннее «датское озеро» и обезопасить себя от пиратов, в 1170, 1194 и 1197 годах датчане высаживали войска на северном берегу Эстляндии.
В это время с благословения папы Римского Целестина III, который объявил первый Ливонский крестовый поход, началась колонизация балтийских земель немецким рыцарством. Папская курия стремилась контролировать ситуацию в регионе, создавая баланс между властью поставленного ею ливонского епископа Альберта Буксгевдена, его военными помощниками в Бремене, которому он непосредственно подчинялся, и датчанами, которые контролировали морские пути настолько, что могли манипулировать военной силой рыцарей, выпуская или не выпуская их корабли из Любека. Уже в 1199 году епископ Альберт искал поддержки против Дании у только что короновавшегося германского императора Филиппа.
С одобрения папы Иннокентия III в 1202 году в Ливонии был создан Орден меченосцев, представлявший собой главную военную силу немецких завоевателей. Однако параллельно папа благоволил датчанам в их территориальных притязаниях под флагом крещения местных язычников. В 1204 году Иннокентий III уполномочил лундского архиепископа объявлять крестовые походы в Балтию, а в 1213 году — назначать епископов для земель Сакала и Уганди (Унгавния) в Южной Эстонии, чем были недовольны и Альберт, и меченосцы.
Вторжение датчан в Северную Эстонию в 1219 году спровоцировало военные конфликты между Данией и меченосцами, которые захватили в 1225 и 1227 годах принадлежавшие датчанам территории Северной Эстонии, включая крепость Ревель (Таллинн).
Затем возвращение Ревеля с его окрестностями Дании стало условием её согласия на объединение утратившего могущество после 22 сентября 1236 года, когда он был разгромлен в битве при Сауле, Ордена меченосцев с Тевтонским орденом. Подписанный 7 июня 1238 года Договор в Стенсби урегулировал территориальные споры Дании и вновь созданного с её согласия Ливонского ордена и их союзнические обязательства при завоевании новых земель: Дании полагалось две трети, а Ордену — одна треть.
В конце 1240 года папа по просьбе Ордена объявил крестовый поход против воюющих эстов с острова Эзель, завершившийся подписанием договора в 1241 году.

## Администрация и колонизация
Захваченные датчанами земли были разделены на феоды вассалов главного управляющего колонии. Из-за малонаселённости самой Дании более 80 % привлечённых для колонизации вассалов, наделённых дворянским титулом, составили немцы (в основном из Вестфалии), 18 % — датчане и всего около 2 % — эсты, принявшие христианство (среди них Клеменс Есто, Отто Кивеле, Одвардус Сорсефере и др.). Хронист-современник описываемых событий Дитлеб Антпеке жаловался в своих летописях на чрезмерную «либеральность» датского короля, который давал титулы немногочисленным представителям коренной национальности, а не исключительно лицам германского происхождения, что было стандартной практикой в Ливонском и Тевтонском орденах.

## Продажа Ливонскому ордену
Кризис датской монархии и смута в Дании середины XIV века усугубились крестьянской войной 1343—1345 годов, когда эстонские крестьяне при помощи псковичей поднялись на борьбу с датско-немецкими феодалами. Из-за того, что датская власть здесь была непрочной в силу относительной удалённости Дании и её небольшого демографического потенциала, под давлением немецких рыцарей датские территории в Эстляндии были проданы в 1346 году усилившемуся к тому времени Ливонскому ордену.

## Второе датское нашествие

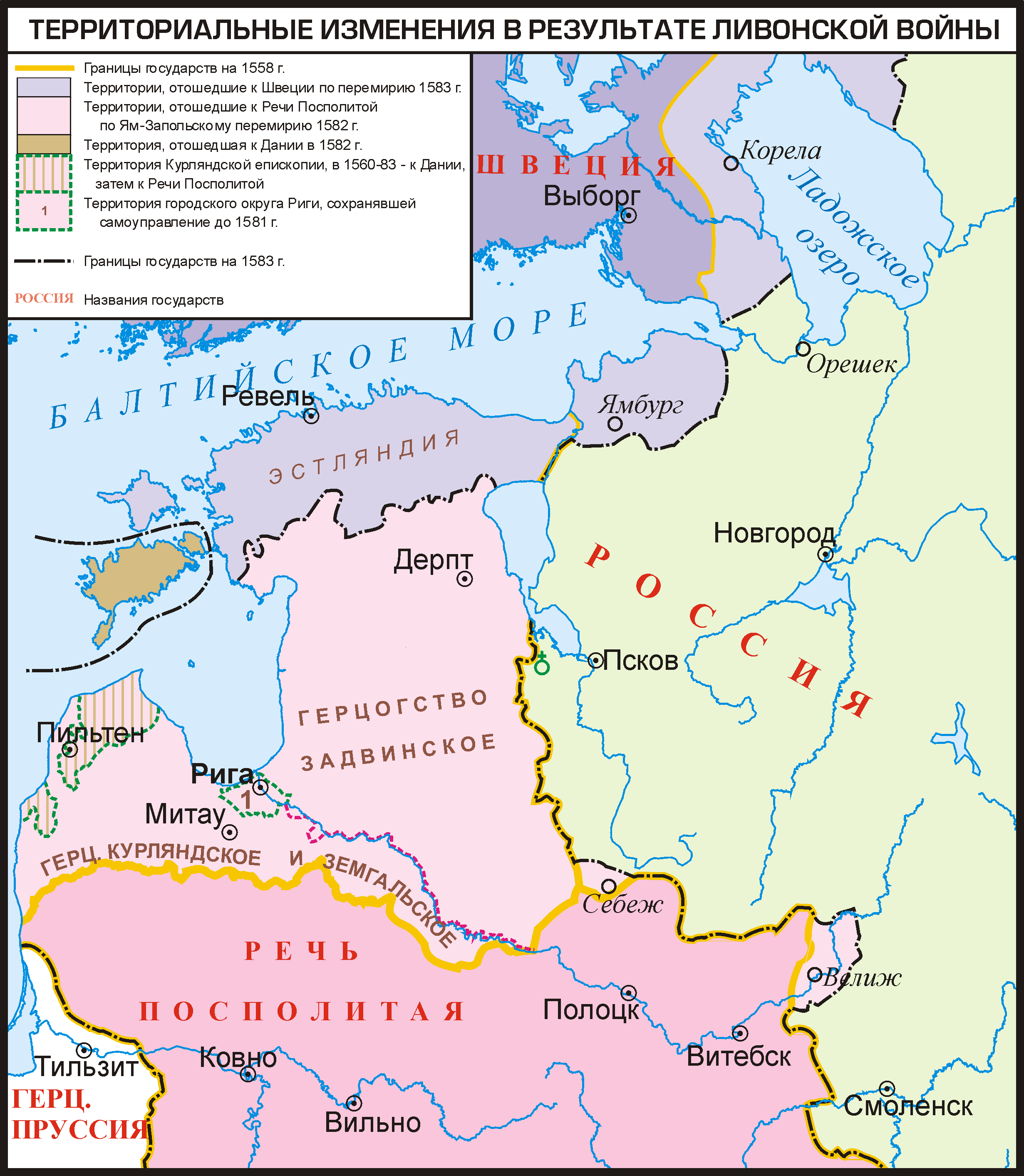
Шведские, датские и польско-литовские владения в Балтии XVI века.

Второе датское нашествие в Балтию состоялось спустя два века, начавшись в конце XVI — начале XVII века, когда датская монархия пережила небольшой «ренессанс» после завершения Реформации и внутренне стабилизировалась. В 1559 году датчане выкупили за 30 000 талеров островную часть ослабевшего Эзель-Викского епископства с центром в Аренсбурге на острове Сааремаа и к 1573 году консолидировали под своей властью весь остров Сааремаа и соседние, более мелкие острова (крупнейшим из которых был Муху). Кроме того, в 1563—1580 годах Дания взяла под свой контроль две области Курляндской епископии с центром в Пильтене на северо-западе современной Латвии, которая погрузилась в хаос в ходе Ливонской войны.
Однако это господство длилось уже менее столетия — возрождение датского государства по времени совпало с существенным усилением Шведского королевства, переживавшего свой золотой век. Шведы сначала заняли бывшую Датскую Эстляндию, материковую часть ослабевшего Эзель-Викского епископства, затем часть Ливонии и, наконец, получили права на все владения датчан в Прибалтике в 1645 году.
Шведское владычество здесь не продержалось дольше. В ходе Северной войны 1700—1721 годов Россия овладела всеми доминионами Швеции в Балтии (Эстляндией — в 1713 году). Соответствующие территориальные изменения были зафиксированы Ништадтским мирным договором 1721 года.

## Население
Основное население Датской Эстляндии составляли язычники эсты (до 90 %), населявшие преимущественно сельскую местность.
Основу правящего класса в городах составляли большей частью балтийские немцы, в меньшей степени онемеченные ими датчане. Позднее, уже в шведский период, к ним добавились шведы и финны. После вхождения Эстляндии в состав Российской империи германские меньшинства сохранили свои экономико-социальные привилегии, но из-за сокращения иммиграции началось медленное, но стабильное сокращение их относительной доли.

## Наследие
Датчане были в числе первых европейцев, которые создали в северной части Эстляндии феодальные государственные образования, границы которых до известной степени определяют историко-культурную область современной Северной Эстонии. Датчане также одними из первых начали процесс германизации Прибалтики, облегчив задачу покорения эстонцев последующим за ними немцам Ливонского Ордена и шведам.
Государственный флаг Дании, согласно легенде, был явлен датчанам во время битвы при Линданисе (нынешний Таллинн) в 1219 году.
Впоследствии Швеция заняла примерно ту же территорию, которая ранее была подчинена датчанам, и на смену Датской Эстляндии (1219—1346) пришла Шведская Эстляндия (1561—1712/1721). Часть данной территории с 1558 по 1581 год была под властью Ивана Грозного.
Датское правление привело к дальнейшему развитию укреплённых городов на севере Эстляндии. Датское наследие осталось в современном названии столицы страны — Таллин (по одной из версий, это производное от эст. taani linn, букв. «датский город») и в гербе страны и столицы, основные элементы которого были почти полностью заимствованы у датчан. Появились многие города, включая Нарву, развилось церковное строение по датским образцам. Часть эстов, до этого в основной своей массе язычников, приняла католичество.